# Mallonia
Mallonia es un género de escarabajos longicornios de la tribu Neopachystolini.

## Especies
- Mallonia albosignata Chevrolat, 1858
- Mallonia australis Péringuey, 1888
- Mallonia barbicornis (Fabricius, 1798)
- Mallonia granulata Distant, 1892
- Mallonia orientalis Breuning, 1938
- Mallonia patrizii Breuning, 1938
- Mallonia pauper Jordan, 1903